# Кабре, Жауме
Жауме Кабре́ (кат. Jaume Cabré i Fabré, 30 апреля 1947, Барселона) — испанский (каталонский) писатель, сценарист, историк литературы. Пишет на каталанском языке.

## Биография
Окончил филологический факультет Барселонского университета. Преподаёт в университете Лериды, состоит в Институте изучения Каталонии. Помимо романов и новелл, автор ряда теле- и киносценариев, книг для детей.

## Новеллы
- Неудобь сказуемые сюжеты / Faules de mal desar. Ed. Selecta. Barcelona, 1974.
- Заупокойный звон / Toquen a morts. Ed. La Magrana. Barcelona, 1977.
- Свободный вечер / Tarda lliure. 1981, Premi «Recull», 1980.
- Книга прелюдий / Llibre de preludis. Ed. 62. Barcelona, 1985 (Ed. Proa. Barcelona, 2002)
- Зимний путь / Viatge d’hivern. Ed. Proa. Barcelona, 2000
- Бассо континуо / Baix continu. Ed. Proa. Barcelona, 2007
- Когда наступит тьма / Quan arriba la penombra. Ed. Proa, Barcelona 2017

## Романы
- Гальсеран, герой чёрной войны / Galceran, l’heroi de la guerra negra. Ed. Proa, Barcelona, 1978.
- Старьё / Carn d’olla. Ed. Moll. Mallorca, 1978 (Ed. Proa, B 1999)
- Зеркало и тень / El mirall i l’ombra. Ed. Laia. Barcelona, 1980
- Паутина / La teranyina. Edicions Proa, Barcelona, 1984 (экранизирован в 1990)
- Брат Жуной или агония звуков / Fra Junoy o l’agonia dels sons. Ed. 62, B. 1984 (Ed. Proa, B. 1998)
- Ваша честь / Senyoria. Editorial Proa, Barcelona, 1991
- Книга Фейшеса / El llibre de Feixes. Ed. Proa. Barcelona, 1996
- Тень евнуха / L’ombra de l’eunuc. Ed. Proa. Barcelona, 1996
- Голоса Памано / Les veus del Pamano. Ed. Proa. Barcelona, 2004 (телесериал 2009)
- Я исповедуюсь / Jo confesso. Ed. Proa. Barcelona, 2011 (премия испанской критики Буря в стакане)
- И нас пожирает пламя / Consumits pel foc. Ed. Proa, Barcelona 2021

## Эссе
- Значение литературы / El sentit de la ficció. Ed. Proa. Barcelona, 1999
- Материя духа / La matèria de l’esperit. Ed. Proa. Barcelona, 2005

## Драматургия
- Сухой дождь / Pluja seca. Ed. Proa-TNC. Barcelona, 2001

## Признание
Лауреат многочисленных каталонских и испанских премий. Член Академии каталанского языка. Его книги переведены на многие языки Европы.

## Публикации на русском языке
- Заговор // Рассказы писателей Каталонии. М.: Радуга, 1987
- Пыль // Море и горы. Антология современного каталонского рассказа. СПб.: Изд-во Санкт-Петербургского ун-та, 2006, с.5-27
- Я исповедуюсь: роман / пер. с каталан. Е. Гущиной, А. Уржумцевой, М. Абрамовой. — М.: Иностранка, Азбука-Аттикус, 2015. — 736 с. — ISBN 978-5-389-07570-2
- Тень евнуха: роман / пер. с каталан. А. Гребенниковой. — М.: Иностранка, Азбука-Аттикус, 2016. — 448 с. — ISBN 978-5-389-10856-1
- Голоса Памано: роман / пер. с каталан. Е. Зерновой. — М.: Иностранка, Азбука-Аттикус, 2017. — 608 с. — ISBN 978-5-389-10755-7
- Ваша честь: роман / пер. с каталан. А. Гребенниковой. — М.: Иностранка, Азбука-Аттикус, 2021. — 480 с. — ISBN 978-5-389-18997-3